# Otto Kaundinya
Otto Günther Kaundinya (* 5. Juli 1900 in Erode, Britisch-Indien; † 9. Juni 1940 in Beaurieux oder Cuiry-lès-Chaudardes, Frankreich) war ein deutscher Handballspieler und zwischen 1934 und 1939 Trainer der deutschen Handballnationalmannschaft. Um das Jahr 1930 galt er als „bester Handballspieler der Welt“.

## Leben

### Jugend und Ausbildung
Kaundinya wurde am 5. Juli 1900 in Erode im südlichen Teil des heutigen Indien geboren. Sein Vater, der Sohn eines zum Christentum konvertierten Brahmanen, arbeitete dort bis zum Beginn des Ersten Weltkriegs im britischen Staatsdienst. 1905 siedelte die Mutter mit Otto Kaundinya und seinen drei Geschwistern nach Stuttgart über. Dort aufgewachsen, bestand Kaundinya im Jahr 1918 sein Abitur und wurde für wenige Monate an die Front eingezogen. Nach dem Ende des Krieges verdiente er sich als Ungelernter in Landwirtschaft und Kontoren etwas Geld.
Der Zehnkämpfer Kaundinya wurde 1923 erstmals auf den Handballsport aufmerksam, zwei Jahre später begann er ein Studium an der Deutschen Hochschule für Leibesübungen zu Berlin. Nach anfänglichen Finanzierungsschwierigkeiten arbeitete er wie auch sein Studienkollege Sepp Herberger (1897–1977) als Trainer und Sportlehrer. 1929 erhielt Kaundinya sein Diplom als Sportlehrer und beendete das Studium an der DHfL. Darauf folgend studierte er drei weitere Jahre Rassenlehre, Völkerkunde und Psychologie bis zur Graduierung als akademischer Sportlehrer. Zu Beginn der 1930er Jahre forderte Kaundinya in mehreren Aufsätzen Regelreformen im Handball; 1935 veröffentlichte er das Buch Das Handballspiel. Technik, Taktik, Spielregeln, Training, das unter anderem seine Überlegungen über Sportler hinsichtlich Sex, Alkohol und Drogen beinhaltete. Diese Thesen bezeichnet der Sportjournalist Erik Eggers aus heutiger Sicht als „recht krude“.

### Karriere als Spieler
Im Jahr 1928 gewann der Mittelstürmer Kaundinya mit dem Deutschen Handball-Klub Berlin die von der Deutschen Sportbehörde für Leichtathletik ausgetragene Meisterschaft im Feldhandball. Zwischen 1928 und 1931 war er bei der Spielvereinigung Siemens Berlin, ab 1932 (mindestens) zwei Jahre lang beim Berliner SV 1892 und der Bewag Berlin aktiv, vermutlich als Spielertrainer.
Zwischen 1927 und 1934 kam „Kaun“ – wie er seinerzeit genannt wurde – bei allen Spielen der brandenburgischen Feldhandballauswahl zum Einsatz. Unter Auswahltrainer Carl Schelenz (1890–1956) stand der Mittelstürmer fünf Mal für die deutsche Feldhandballnationalmannschaft auf dem Platz. Am 30. September 1928 bestritt er beim 8:4-Sieg über Österreich sein erstes Länderspiel, beim 15:11-Sieg über Österreich am 28. August 1932 sein letztes.

### Karriere als Trainer
Mit der Einrichtung des für Handball und Basketball zuständigen Fachamtes 4 innerhalb des Deutschen Reichsbundes für Leibesübungen wurde Kaundinya am 1. April 1934 gemeinsam mit Werner Busse, Ernst Feick (1911–2007), Fritz Fromm (1913–2001) und Heinz Klein als Reichshandball-Lehrer angestellt. Die fünf ehemaligen Nationalspieler waren für die Talentsichtung und Lehrgangsschulungen zuständig, während der primus inter pares Kaundinya als Olympialehrer zusätzliche Verantwortung bei der Betreuung und Vorauswahl der Mannschaft für die Olympischen Spiele 1936 übertragen wurde.
Beim 16:5-Sieg über Dänemark am 26. August 1934 betreute der Olympiatrainer zum ersten Mal die Feldhandballnationalmannschaft bei einem Länderspiel. Das olympische Feldhandballturnier in Berlin gewann die deutsche Mannschaft unter Kaundinya am 14. August 1936 ohne Punktverlust vor Österreich und der Schweiz. Anderthalb Jahre später, im Februar 1938, gewann das Deutsche Reich den Titel bei der ersten Weltmeisterschaft im Hallenhandball; im Juli desselben Jahres gewann die von Kaundinya trainierte Nationalmannschaft den ebenfalls zum ersten Mal ausgespielten Weltmeistertitel im Feldhandball. Bis heute konnte kein weiterer deutscher Bundestrainer drei internationale Titel gewinnen.
Eggers beschreibt Kaundinya in einem 2004 erschienenen Porträt als „politisch zuverlässig“ und „ideologisch feste[n] Sportler und Trainer, der sich den Verhältnissen anpasste“. Am 24. August 1938, gut sechs Wochen nach dem Titelgewinn im Feldhandball, wurde Kaundinya vom Handballführer Richard Herrmann (1895–1941) zum ersten offiziellen „Reichstrainer“ ernannt. Daneben betreute er im Jahr 1938 auch die deutsche Nationalmannschaft der Frauen bei zwei Länderspielen und leitete weiterhin vom Welthandballverband IAHF organisierte Trainerlehrgänge.
Der 11:7-Erfolg über Dänemark am 8. Oktober 1939 blieb Kaundinyas letztes Spiel als Reichstrainer. Er hatte die Nationalauswahl in 31 Feldhandball- und fünf Hallenhandballbegegnungen betreut; die Mannschaft blieb dabei ohne Punktverlust.

### Außerhalb des Sports
Kaundinya meldete sich im Jahr 1939 freiwillig zur Infanterie; eine polnische Datenbank führt einen Otto Kaundinya (Mitgliedsnummer: 314 914) als am 1. März 1939 beförderten SS-Untersturmführer.
Der Unteroffizier Otto Kaundinya starb während des Westfeldzuges am 9. Juni 1940 bei der Erzwingung des Überganges über die Aisne. Nach Kaundinyas Tod schrieb dessen Vorgesetzter in einem Brief an die Familie, dass dieser „bei Cuiry-lès-Chaudardes“ gefallen sei, während der Volksbund Deutsche Kriegsgräberfürsorge den drei Kilometer entfernten Ort Beaurieux als Todesort angibt. Kaundinya wurde auf einem Friedhof in Cuiry-lès-Chaudardes begraben; nach einer Umbettung befindet sich das Grab heute auf der Deutschen Kriegsgräberstätte Fort-de-Malmaison.
Otto Kaundinya hinterließ seine Ehefrau Helene geb. Schulze (1908–1982) sowie eine Tochter und einen Sohn.

## Veröffentlichungen
- Otto Kaundinya: Das Handballspiel. Technik, Taktik, Spielregeln, Training. 1. und 2. Auflage. Quelle & Meyer, Leipzig 1935 und 1941.[17]
- Otto Kaundinya: Die sportliche Leistung. Ihre biologischen, rassischen und pädagogischen Voraussetzungen. Quelle & Meyer, Leipzig 1936.